# Dominic Aitchison
Dominic Aitchison (ur. 11 października 1976) – szkocki gitarzysta basowy i kompozytor. Największe sukcesy odnosił jako członek zespołu Mogwai (od 1995). W 2004 roku został również członkiem zespołu Crippled Black Phoenix.

## Życiorys i kariera muzyczna
Dominic Aitchison urodził się 11 października 1976 roku. W 1991 roku na imprezie w Ned’s Atomic Dustbin spotkał Stuarta Braithwaite’a. Wkrótce połączyło ich obu zamiłowanie do muzyki. Wspólnie ze szkolnym kolegą, Martinem Bullochem założyli zespół Mogwai dając pierwszy koncert w czerwcu 1995 roku. Wkrótce do zespołu dołączył gitarzysta John Cummings i Mogwai szybko zyskał reputację błyskotliwego zespołu koncertowego.
W 2004 roku wstąpił do post-rockowej supergrupy Crippled Black Phoenix, założonej przez Justina Greavesa z Electric Wizard. Ze zespołem tym nagrał 3 albumy: A Love of Shared Disasters (2007), 200 Tons of Bad Luck i The Resurrectionists (oba z 2009). W 2016 roku zrealizował z zespołem Wintersleep album The Great Detachment. Równolegle był członkiem Mogwai, z którym nagrywał kolejne albumy.